# Aldo Simoncini
Aldo Simoncini es un jugador de fútbol sanmarinense que juega como portero en el S. S. Cosmos del Campeonato sanmarinense de fútbol. Además, es uno de los pocos jugadores de San Marino que han llegado a la primera división italiana. Tiene un hermano gemelo, Davide Simoncini, quien también es futbolista.

## Historia
Aldo ha estado con el equipo nacional para la Eurocopa 2008. Comenzó el partido contra Alemania. Alemania hizo 13 goles por delante de él. Aldo fue eliminado para el partido contra la República de Irlanda el 15 de noviembre de 2006. Comenzó el partido de vuelta y fue parte del equipo de San Marino que estuvo a tres segundos de su mejor resultado cuando Manuel Marani anotó para el equipo de San Marino el 1-1.
El juego contra Alemania fue la segunda vez que había concedido dos dígitos en el fútbol internacional, que en 2005 formó parte de la República de San Marino en sub-21 que perdió 10-1 por España

## Clubes
| Club                 | País       | Año       |
| -------------------- | ---------- | --------- |
| Modena F. C.         | Italia     | 2004-2005 |
| Valleverde Riccione  | Italia     | 2005-2006 |
| San Marino Calcio    | San Marino | 2006-2009 |
| Bellaria Igea        | Italia     | 2009-2010 |
| A. C. Cesena         | Italia     | 2011-2012 |
| Valenzana (préstamo) | Italia     | 2012      |
| A. C. Libertas       | San Marino | 2012-2018 |
| S. P. Tre Fiori      | San Marino | 2018-2022 |
| S. S. Cosmos         | San Marino | 2022-     |